# Aban ibn Uthman
'Abū Saʾīd Abān ibn ʿUthmān ibn ʿAffān  (arabe : أبان بن عثمان بن عفان (mort 105 AH/723 CE) était un muhaddith , faqīh , mufassir , historien musulman . Il a également servi pendant sept ans en tant que gouverneur de Médine de 695 à 702, sous le califat omeyyade d' Abd al-Malik.

## Biographie
Abū Saʾīd Abān ibn ʿUthmān ibn ʿAffān était le fils d'Othmân ibn Affân (en arabe : عثمان بن عفان, ʿOthmān ibn ʿAffān, qui fut également connu pour être l'un des compagnons de Mahomet, Osman, le troisième calife Rashidun.  Sa mère était Umm Amr bint Jundab ibn Amr al-Dawsiyya, de la tribu Banu Azd du Yémen.

## Gouverneur de Médine
Pendant la première Fitna , qui s'est produite à la suite de l'assassinat de son père, Aban a combattu aux côtés des forces d'A'isha et de ses parents Omeyyades contre le calife Ali (r. 656-661) lors de La bataille du chameau qui fut l'une des batailles entre les premiers musulmans, opposant le clan des Quraychites à La Mecque aux fidèles d'Ali. Elle a lieu le 9 décembre 656 près de Bassorah. Alors que les partisans d'A'isha étaient au bord de la défaite, Aban a fui la bataille. Plus tard, le calife Abd al-Malik (r. 685-705) l'a nommé  gouverneur de Médine en 695 un poste qu'il a occupé avant qu'il ne soit remplacé par Hisham ibn Isma'il al-Makhzumi en 702. Durant son mandat, Aban ibn Uthman, dans son rôle de gouverneur  fut amené à diriger les funérailles, du descendant des Hachémites Muhammad ibn al-Hanafiya, (fils d'Ali et chef de la famille Alid)  mort en 700 à Médine .

Régions sous le contrôle de Muawiya I (rouge), « Amr ibn al-'As (bleu), et Ali ibn Abi Talib (vert) au cours de la Première Guerre civile islamique (première Fitna)

.

## Descendance
Aban eut deux épouses. Sa première conjointe, Umm Sa'id bint Abd al-Rahman, était issue al-Harith ibn Hisham, du clan Banu Makhzum, elle a materné les deux enfants de Aban, dont son fils aîné Sa'id et Abd al-Rahman. Sa seconde épouse, Umm Kulthum bint Abd Allah était la petite fille de Jaafar ibn Abi Talib. Les noms des descendants d'Aban ont été enregistrés dans les archives historiques jusqu'à au moins 1375 en Egypte, où certains de ses descendants ont déménagé. D'autres sont archivés dans  les al-Andalus dont son petit-fils Uthman ibn Marwan et l'arrière-petit-fils de ce dernier Muhammad ibn Abd al-Rahman ibn Ahmad.

## Fin de vie
Aban devint invalide  en 722, et il mourut à Médine l'année suivante, en 723, sous le règne du calife Yazīd II.  Aban ne semble pas avoir été un agent politique majeur des Omeyyades et doit la plus grande partie de sa renommée à sa connaissance de la tradition islamique. Il est crédité par un certain nombre d'érudits pour avoir écrit le Maghazi (biographie) du prophète Mahomet, bien que les historiens Yaqut al-Hamawi et Ahmad al-Tusi attribuent ce travail à un certain Aban ibn Uthman ibn Yahya.